# Pulheim
Pulheim (phát âm tiếng Đức: [ˈpʊlhaɪm] ⓘ; tiếng Ripuarian: Pullem) là một thị trấn ở Rhein-Erft-Kreis, North Rhine-Westphalia, Đức.